# Karangpatihan (Pulung)
Karangpatihan is een bestuurslaag in het regentschap Ponorogo van de provincie Oost-Java, Indonesië. Karangpatihan telt 2536 inwoners (volkstelling 2010).